# Phloeoconis violacea
Phloeoconis violacea är en svampart som först beskrevs av Vincenzo de Cesati, och fick sitt nu gällande namn av Elias Fries 1849. Phloeoconis violacea ingår i släktet Phloeoconis, divisionen sporsäcksvampar och riket svampar.   Inga underarter finns listade i Catalogue of Life.